# 부바카르 트라오레 (음악가)
부바카르 트라오레(프랑스어: Boubacar Traoré, 1942년  ~ )은 말리의 블루스 기타리스트이자 싱어송라이터이다.

## 초기 명성
트라오레는 1960년대 초반에 처음으로 두각을 나타냈다. 그는 그가 서아프리카의 만데 문화 지역에서 발견된 미국 블루스 음악, 아랍 음악, 그리고 오각형 구조를 혼합한 독특한 스타일을 개발하는 것을 독학했다. 그는 말리의 슈퍼스타이자 새로 독립한 국가의 상징이었다. 그의 노래는 엄청나게 인기 있었고 그는 규칙적인 라디오를 즐겼다. 하지만 그는 음반을 만들지 않았고, 음악가들에게 지불된 로열티가 없었기 때문에, 그는 매우 가난해서 생계를 꾸려 가야 했다.

## 음반 목록
- Mariama (1990)
- Kar Kar (1992)
- Les Enfants de Pierrette (1995)
- Sa Golo (1996)
- Maciré (2000)
- Je chanterai pour toi (2003)
- The Best of Boubacar Traoré: The Bluesman from Mali (2003)
- Kongo Magni (2005)
- Mali Denhou (2011)
- Mbalimaou (2014)
- Dounia Tabalo (2017)